# Claosaurus

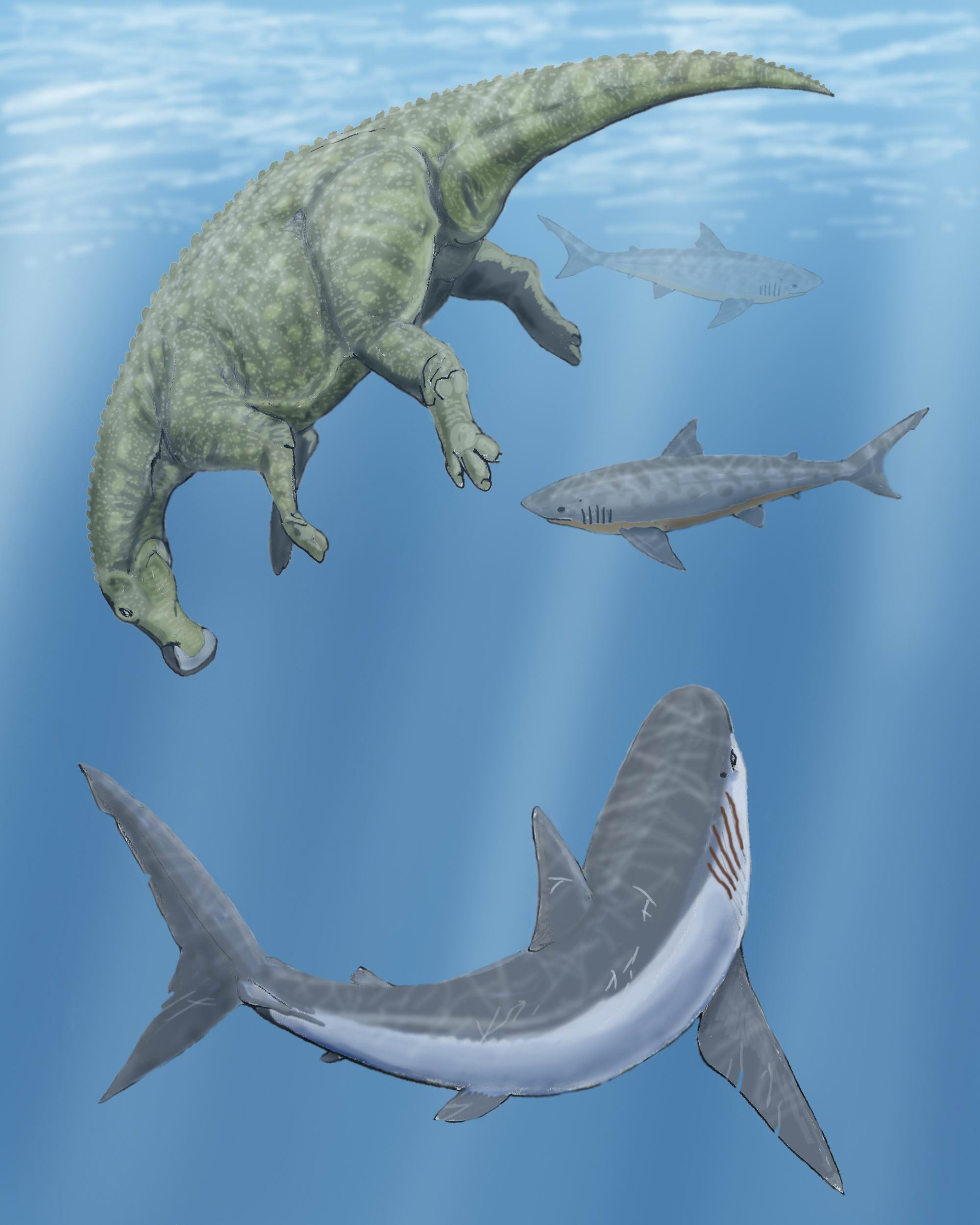
Het holotype van Claosaurus drijft in zee

Claosaurus is een geslacht van plantenetende ornithischische dinosauriërs, behorend tot de Euornithopoda, dat tijdens het late Krijt leefde in het gebied van het huidige Noord-Amerika.

## Vondst en naamgeving
In 1871 vond professor Othniel Charles Marsh tijdens zijn tweede expeditie naar Kansas, bij de Smokey Hill River in Logan County, het skelet van een kleine euornithopode, buiten vogelresten het enige fossiel van een dinosauriër dat hij toen zou opgraven. In april 1872 benoemde en beschreef hij het als een soort van Hadrosaurus: Hadrosaurus agilis. De soortaanduiding, "de beweeglijke" in het Latijn, verwijst naar de kleine omvang die een grote wendbaarheid deed vermoeden. Later liet Marsh meer fossielen van de vindplaats opgraven. In 1890 benoemde Marsh het dier als een apart geslacht: Claosaurus. De geslachtsnaam is afgeleid van het Oudgrieks κλάω, klaoo, "breken" (letterlijk: "ik breek"), vermoedelijk een verwijzing naar de fragmentarische manier waarop het skelet geborgen werd.

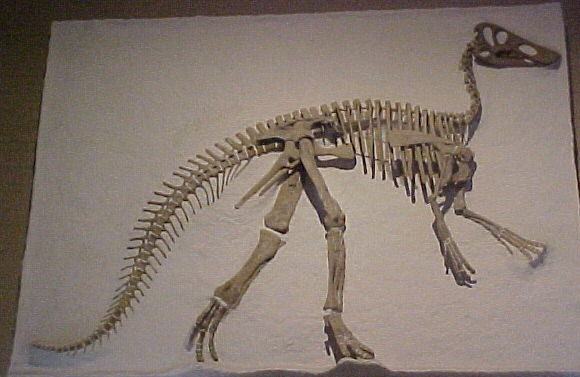
Het gerestaureerde holotype zoals tentoongesteld in het Yale Paebody Museum

Het holotype, YPM 1190, is gevonden in een laag van de Smoky Hill Chalk Member, een zeeafzetting van de Niobraraformatie die dateert uit het late Coniacien - vroege Campanien. Het gaat om een gedeeltelijk skelet met schedel. Bewaard zijn gebleven: delen van de beide bovenkaaksbeenderen en een dentarium van de onderkaak; vrijwel de gehele wervelkolom op het staartuiteinde na, het rechterschouderblad; beide borstbeenderen; beide armen zonder handen; beide dijbeenderen; delen van beide scheenbeenderen, een stuk linkerkuitbeen, een rechterkuitbeen en beide voeten. Het gaat vermoedelijk om een jong dier waarvan het karkas door een rivier in zee gespoeld is. Veel beenderen zijn beschadigd. Zoals tentoongesteld is het skelet sterk gerestaureerd waarbij ontbrekende elementen in gips zijn aangevuld.
In 1936 hernoemde Oskar Kuhn de soort tot een Trachodon agilis. Het geslacht Trachodon wordt echter tegenwoordig niet meer als geldig erkend.
In 1892 benoemde Marsh een tweede soort: Claosaurus annectens, de "verbindende" geheten wegen de vermeende tussenpositie met viervoetige vormen als Stegosaurus — welke overigens in feite niet van Euornithopoda afstammen. Later werd deze soort bij andere geslachten ingedeeld, het laatst bij Edmontosaurus, of gezien als een apart geslacht Anatosaurus. Marsh liet van deze soort in 1892 een fraaie skeletopstelling maken en een reconstructie produceren. Illustraties en verwijzingen in boeken naar een "Claosaurus" hadden sindsdien meestal hierop betrekking, niet op Claosaurus agilis.
In 1903 meldde George Reber Wieland een Claosaurus (?) affinis. Het is niet helemaal duidelijk of dat als een volle soortnaam bedoeld was of dat hij slechts wilde aanduiden dat het een species affinis was, een, in dit geval aan Claosaurus, "verwante" soort. De magere resten doen het laatste vermoeden daar dit specimen YPM 3219 volgens sommigen slechts bestaat uit een teenkootje, in 1902 door hem aan de Cheyenne River gevonden bij Red Shirt in South Dakota, in een laag van de Pierre Shale Formation die dateert uit het Campanien. Het wordt in ieder geval gemeenlijk beschouwd als een nomen dubium, mede omdat het kootje tegenwoordig zoek is. In 1948 echter stelde Joseph Gregory dat het onder dit inventarisnummer bewaarde teenkootje in feite van C. agilis afkomstig was en dat drie door hem geïdentificeerde grote teenkootjes het echte typemateriaal vormen. Het vraagteken achter de geslachtsnaam duidde aan dat Wieland zelf niet van de verwantschap overtuigd was.
De soort werd in 1995 herbeschreven door Kenneth Carpenter.

## Beschrijving

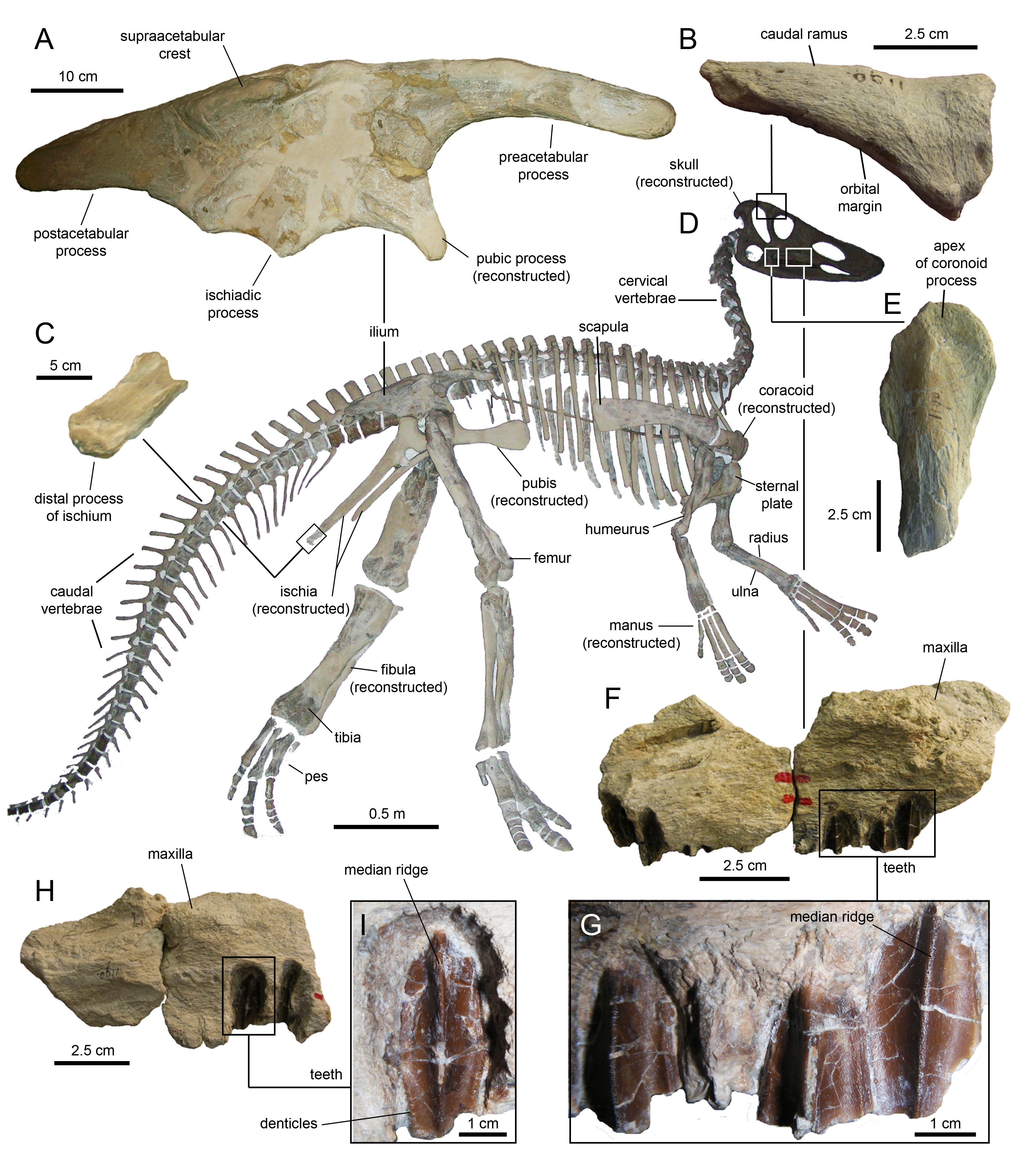
Elementen van het holotype

Het holotype van Claosaurus bestaat uit een vrij klein individu van ongeveer drieënhalve meter lengte. De volwassen grootte is onduidelijk.
In 1995 stelde Carpenter één onderscheidend kenmerk vast: het korte voorblad van het darmbeen. Dit is echter omstreden.
Claosaurus heeft tanden in het bovenkaaksbeen die nauw en symmetrisch zijn, een afgeleid, typisch hadrosauride, kenmerk. Deze tanden hebben een goed ontwikkelde enkelvoudige centrale middenrichel aan de binnenzijde. Daarentegen zijn de tanden in de onderkaak tamelijk breed wat juist een meer basale positie aanduidt. Basaal is ook het bezit van slechts zeven sacrale wervels in het heiligbeen, ofschoon dat ook een gevolg kan zijn van de jeugdige leeftijd. Andere mogelijk jeugdige kenmerken zijn een kort darmbeen, een korte onderarm en grote vertandingen op de zijkanten van de tanden. Het eerste middenvoetsbeen lijkt te ontbreken, een afgeleid kenmerk.
De wervelkolom is geschat op negenenzestig wervels. De nek telt veertien of vijftien wervels die opisthocoel zijn, bol van voren, hol van achteren. De voorste rugwervels zijn opisthocoel, de achterste hebben een kiel. Het heiligbeen bestaat volgens Carpenter uit zelfs slechts vijf sacrale wervels en een caudosacrale. De voorste vier van deze wervels hebben een duidelijke kiel. Er zijn minstens negenendertig staartwervels. De voorste zijn hoger dan lang; naar achteren worden ze zeer geleidelijk langer dan hoog.
Het schouderblad heeft een insnoering boven het schoudergewricht en verbreedt zich daarboven snel. Het borstbeen is vooraan verbreed en achteraan nauw en afgeplat. De binnenrand is dun en golvend en vormde vermoedelijk de articulatie met een kraakbeenelement dat tussen beide borstbeenderen in lag en een zekere mate van verschuiving toestond. De voorste buitenzijde maakt een scherpe hoek met de binnenzijde. Het opperarmbeen is lichtgebouwd met een verbrede en overdwars afgeplatte kop. De deltopectorale kam beslaat 43% van de schachtlengte. De schacht onder de kam is relatief dun maar toch met krachtige beenstijlen voor de aanhechting van de strekkende spieren van de onderarm en hand. De ellepijp heeft een forse processus olecrani. De hand van de opstelling is grotendeels gerestaureerd waarbij de pols onjuist drie blokvormige carpalia kreeg in plaats van de twee afgeronde elementen die werkelijk aanwezig waren.
In het bekken heeft het zitbeen geen verbreed onderste uiteinde. In het darmbeen is het voorblad kort en licht naar beneden gekromd. De bovenrand van het darmbeen is recht. Het darmbeen is relatief hoog met een hoog geplaatste antitrochnater boven het heupgewricht. Het achterblad heeft geen groeve in de onderkant als aanhechting van de musculus caudofemoralis brevis, een afgeleid kenmerk gedeeld met de Hadrosauridae. De opstelling toont een rudimentair eerste middenvoetsbeen in de rechtervoet dat nagemaakt is in de linkervoet. Volgens Carpenter is het echter onwaarschijnlijk dat dit element bij een dergelijk afgeleide soort nog aanwezig is. Het zou evenmin gaan om een vijfde middenvoetsbeen maar betreft waarschijnlijk het vijfde linkermiddenhandsbeen dat fout geplaatst is.

## Fylogenie
In 1890 deelde Marsh Claosaurus in bij een eigen Claosauridae. Tegenwoordig wordt het beschouwd als een lid van de Hadrosauroidea, net binnen of buiten de Hadrosauridae.